# زوفا كبيرة الأزهار
زوفا كبيرة الأزهار (الاسم العلمي:Hyssopus macranthus) هي نوع من النباتات يتبع جنس الزوفا من الفصيلة الشفوية.